# Маркет (окръг, Уисконсин)
Окръг Маркет (на английски: Marquette County) е окръг в щата Уисконсин, Съединени американски щати. Площта му е 1202 km², а населението - 15 592 души (1 април 2020). Административен център е град Монтело.